# Ligier JS9
Chronologie des modèles (1978)
Ligier JS7/9 Ligier JS11
La Ligier JS9 est une monoplace de Formule 1, conçue par les ingénieurs français Gérard Ducarouge, Michel Beaujon et Robert Choulet, et engagée par l'écurie française Ligier dans le cadre de la majeure partie des manches du championnat du monde de Formule 1 1978, à partir du Grand Prix de Monaco.
La monoplace est propulsée par un moteur V12 Matra MS78 atmosphérique et équipée de pneumatiques Goodyear. Elle est pilotée par le Français Jacques Laffite.

## Résultats en championnat du monde de Formule 1
| Saison | Écurie         | Moteur         | Pneus    | Pilotes         | Courses | Courses | Courses | Courses | Courses | Courses | Courses | Courses | Courses | Courses | Courses | Courses | Courses | Courses | Courses | Courses | Points inscrits | Classement |
| Saison | Écurie         | Moteur         | Pneus    | Pilotes         | 1       | 2       | 3       | 4       | 5       | 6       | 7       | 8       | 9       | 10      | 11      | 12      | 13      | 14      | 15      | 16      | Points inscrits | Classement |
| ------ | -------------- | -------------- | -------- | --------------- | ------- | ------- | ------- | ------- | ------- | ------- | ------- | ------- | ------- | ------- | ------- | ------- | ------- | ------- | ------- | ------- | --------------- | ---------- |
| 1978   | Ligier Gitanes | Matra MS78 V12 | Goodyear |                 | ARG     | BRÉ     | AFS     | USO     | MON     | BEL     | ESP     | SUÈ     | FRA     | GBR     | ALL     | AUT     | P-B     | ITA     | USE     | CAN     | 19*             | 6e         |
| 1978   | Ligier Gitanes | Matra MS78 V12 | Goodyear | Jacques Laffite |         |         |         |         | Abd.    |         | 3e      |         | 7e      | 10e     | 3e      | 5e      | 8e      | 4e      | 11e     | Abd.    | 19*             | 6e         |

Légende : ici 

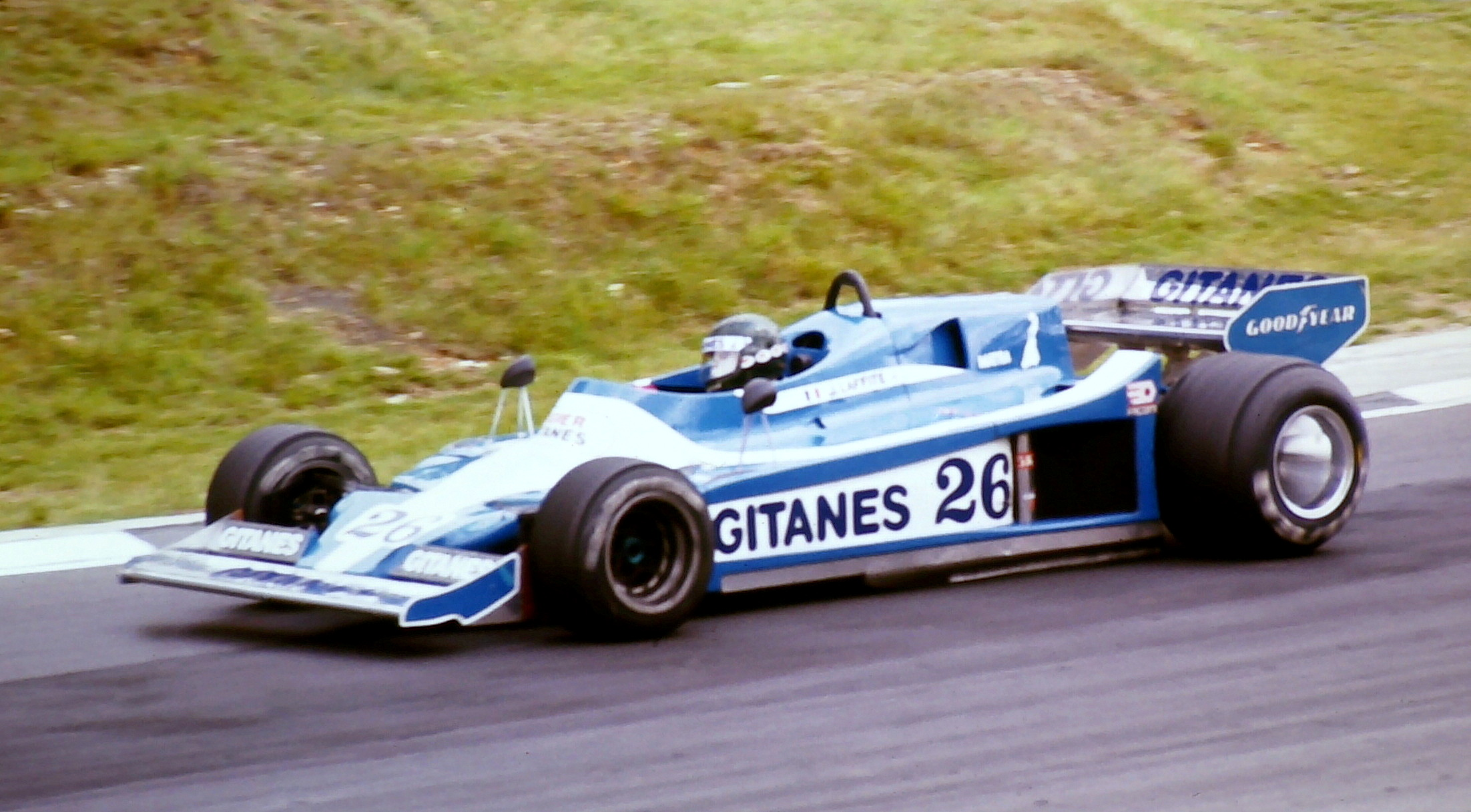
Jacques Laffite à bord de la Ligier JS9 lors du Grand Prix de Grande-Bretagne 1978.

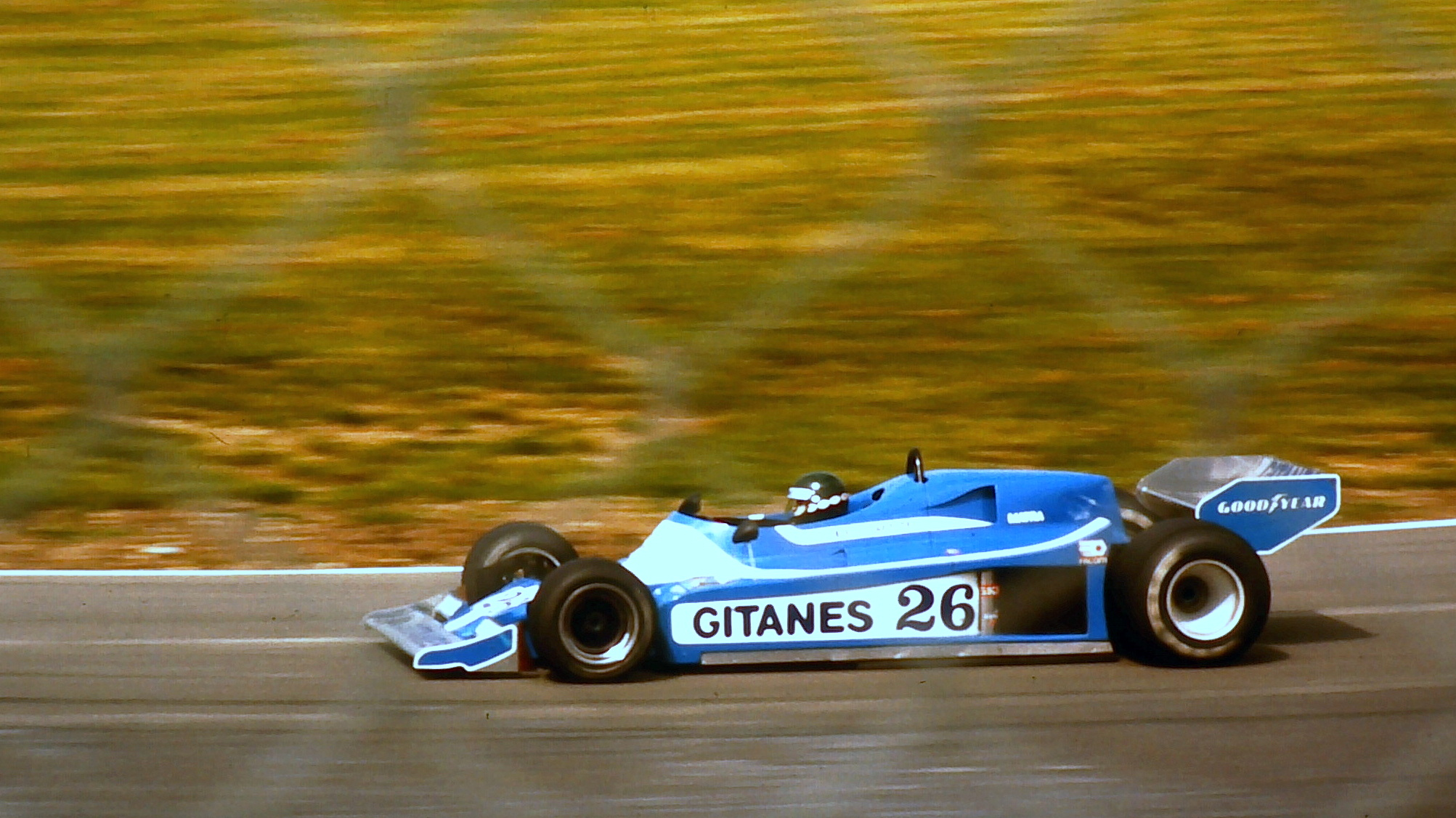
La Ligier JS9 de Jacques Laffite au Grand Prix de Grande-Bretagne 1978.

* 6 points marqués avec la Ligier JS7 et la Ligier JS7/9.